# See You
Singles de Depeche Mode
Just Can't Get Enough
(1981) The Meaning of Love
(1982)
Pistes de A Broken Frame
Nothing to Fear Satellite
See You est le quatrième single de Depeche Mode et le premier écrit par Martin Gore, Vince Clarke ayant depuis quitté le groupe. Ce titre est sorti le 29 janvier 1982 et a été plus tard inclus dans le second album A Broken Frame. Ce single a été l'occasion de lancer une tournée mondiale, avec le nouveau membre du groupe Alan Wilder, bien qu'il n'ait pas contribué à la chanson ou même à l'album. Il y a en tout et pour tout deux versions de See You, la version single, et la version étendue avec une intro plus longue. Celle-ci est devenue la version présente sur l'album.
La face B de See You est Now, This Is Fun. La version étendue possède une plus grande transition en plein milieu et une fin plus longue, avec David Gahan criant parfois "This is funny!" au lieu de "This is real fun!".
Le clip musical de See You a été réalisé par Julien Temple. C'est également le tout premier clip avec Alan Wilder, il peut être vu brièvement jouant du piano ainsi qu'à d'autres moments. Au début de la vidéo, on peut apercevoir un haut-parleur qui rappelle celui de la jaquette de Music for the Masses, mais ceci est une pure coïncidence (Music for the Masses n'est sorti que cinq années plus tard). Le groupe n'apprécie guère ce clip vidéo, mais il apparaît sur la compilation vidéo sortie en 2017, Depeche mode- Vidéo singles collection.
See You est une chanson à propos d'un homme éperdu d'amour qui n'a soi-disant qu'une seule envie, juste voir cette personne qu'il aime tant.
À noter que ce single est à ce moment-là de la carrière du groupe celui qui s'est le mieux classé au Royaume-Uni, puisqu'il a atteint la 6e place dans le Top 40 britannique, devenant ainsi à cette époque son plus grand hit ; alors que l'on a coutume de croire que Just Can't Get Enough représente le single s'étant le mieux classé lors des débuts de DM. 
Cette confusion et cet "oubli" peuvent s'expliquer par le fait que See You fut finalement peu joué et repris par Depeche Mode, notamment durant les concerts qui ont accompagné les sorties des albums suivants, alors que Just Can't Get Enough était encore fréquemment présent dans les playlists du groupe. Ceci combiné au fait que les membres de DM n'appréciaient guère la vidéo accompagnant See You a finalement limité la diffusion ultérieure de ce titre, dont on oublie alors qu'il fut pourtant, dans son pays d'origine, le plus grand succès des débuts de la formation de Basildon.

## Formats et liste des chansons
Vinyle 7"Mute / 7 Mute18 (UK)
1. See You – 3:55
2. Now, This Is Fun – 3:23

Vinyle 12"Mute / 12 Mute18 (UK)
1. See You (Extended Version) – 4:50
2. Now, This is Fun (Extended Version) – 4:45

CDMute / CD Mute18 (UK)1
1. See You (Extended Version) – 4:50
2. Now, This Is Fun – 3:23
3. Now, This Is Fun (Extended Version) – 4:45

Vinyle 12"Sire / Sire 29957-0 (US)
1. See You (Extended Version) – 4:50
2. Now, This is Fun (Extended Version) – 4:45
3. The Meaning of Love (Fairly Odd Mix) – 4:59
4. See You – 3:55

Notes
- 1:CD sorti en 1991
- Toutes les chansons sont écrites par Martin Gore.

## Classements
| Pays        | Meilleure position |
| ----------- | ------------------ |
| Allemagne   | 44                 |
| Royaume-Uni | 6                  |
| Irlande     | 9                  |
| Pays-Bas    | 49                 |